# Bushati

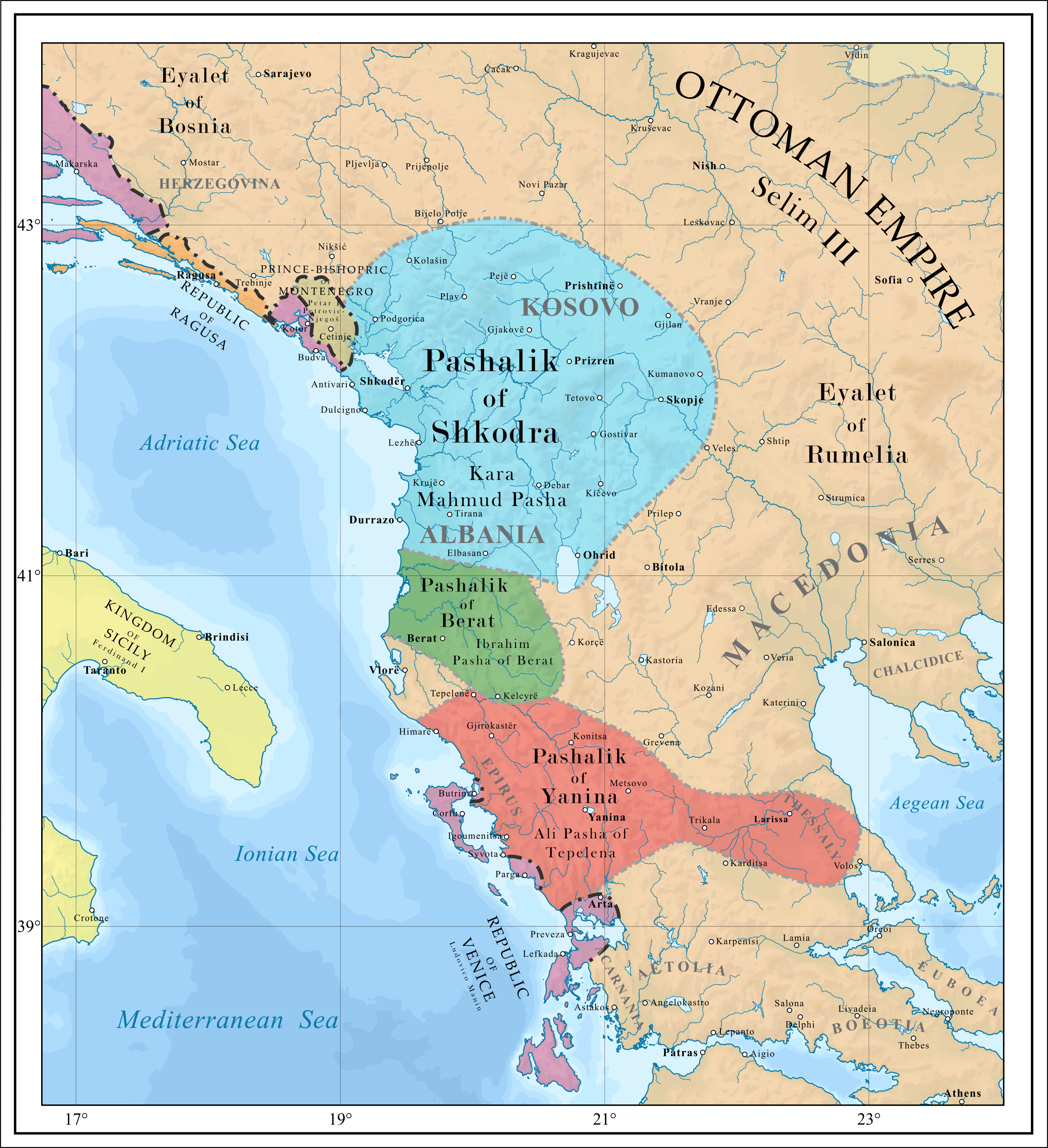
Het pasjalik Shkodër (blauw) onder heerschappij van Kara Mahmud Bushati.

De Bushati (Albanees: Bushatllinjtë) waren een Albanese adellijke familie binnen het Ottomaanse Rijk. Leden van de familie regeerden vanaf 1757 tot 1831 als pasja over het Pasjalik Shkodër. Geografisch besloeg deze feitelijk onafhankelijke provincie binnen het Ottomaanse Rijk de grootste delen van het huidige Albanië, Kosovo, Montenegro en delen van zuidwest-Servië en west-Noord-Macedonië.
De Bushati waren nakomelingen van een middeleeuwse Albanese herdersstam afkomstig uit het moderne noord-Albanië en zuid-Montenegro. De geslachtsnaam verwijst naar mbën fshat, dat in het Albanees de betekenis heeft 'boven het dorp', een verwijzing naar het feit dat de Bushati's zich destijds niet permanent hadden gevestigd. Eind 16e eeuw startte hun nederzetting in het dorpje Bushat, in het district Shkodër. Begin 17e eeuw bekeerden de Bushati's zich tijdens de Ottomaanse bezetting, om politieke redenen, tot de islam.
In 1757 benoemde Mehmed Bushati zichzelf tot Pasja van Shkodër. Later zou Kara Mahmud Bushati de macht van de Bushati's binnen het Ottomaanse Rijk uitbreidden. Het Pasjalik Shkodër reikte onder zijn heerschappij tot het territoriale hoogtepunt. Na de dood van Kara Bushati behield de dynastie de heerschappij over het pasjalik tot de aanval van de Ottomaanse commandant Mehmet Reshid Pasha in 1831.

## Pasja's
- Mehmed Bushati (1757–1774)
- Mustafa Bushati (1774–1778)
- Kara Mahmud Bushati (1778–1796)
- Ibrahim Bushati (1796–1810)
- Mustafa Sherif Bushati (1810–1831)